# Mermuth
Mermuth ist eine Ortsgemeinde im Rhein-Hunsrück-Kreis in Rheinland-Pfalz. Sie gehört der Verbandsgemeinde Hunsrück-Mittelrhein an.

## Geographische Lage
Mermuth liegt im Osthunsrück am Ende der Kreisstraße K 107. Die Landschaft wird auch mit Vorderhunsrück oder Moselhunsrück bezeichnet und wird von Untermosel und oberem Mittelrhein begrenzt. Der Ort liegt auf einer Hochfläche von rund 350 m. ü. NHN, in einer Talrandlage auf der linken Seite des Ehrbaches. Im Ortsbereich ist das Quellgebiet eines Bachlaufs, der unterhalb der Ruine Rauschenburg in den Ehrbach mündet.

## Geologie
Im näheren Umland von Mermuth steht Hunsrück-Schiefer und devonischer Quarzit an. Als Besonderheit gilt ein kleines Basalt-Vorkommen nordwestlich des Dorfes, das im Hunsrück – nördlich vom Soonwald – als einzigartig einzustufen ist. Im Jahr 2005 gelang es Wolfgang Welker (ARRATA e. V.), einen basaltischen Vulkanschlot zu entdecken, der in einem alten Steinbruch aufgeschlossen ist.

## Geschichte
Mermuth ist ein durch Funde bestätigtes, altes Siedlungsgebiet. Der Name wird auf die keltischen Wörter Merre/Wasser und Munt/Loch zurückgeführt. Auch die althochdeutschen Begriffe merra und munt für Moorloch und Berg können als Namensursprung angesehen werden. In Urkunden ab dem Ende des 13. Jahrhunderts wird der Ort 1285 Merremunt, 1466 Mermont und 1732 Mermet geschrieben.
Vermutlich gehörte Mermuth in frühmittelalterlicher Zeit zu einem Reichsgut mit dem Zentrum Boppard oder Kobern-Gondorf. Bereits um 900 wurden die Ländereien von Gondershausen (denen Mermuth zuzuordnen war) an die Reichsabtei St. Maximin Trier gegeben. Bereits im 12. Jahrhundert entfremdeten die Pfalzgrafen das Gebiet der Reichsabtei. 1410 war Mermuth mit Liesenfeld, Ober- und Niedergondershausen Teil des Schultheißerei Gondershausen des pfalzgräflichen Hauses Pfalz-Simmern. Als ehemaliges Reichsgut hatten diese Orte eine Sonderstellung im Verwaltungsbereich des Gallscheider Gerichts. Pfalzgräfliche Gerichtsrechte vertraten ihre Lehensträger, in der Mehrzahl die Herren von Waldeck, seit dem 14. Jahrhundert bis zum Ende des 18. Jahrhunderts. Lehensverwalter und auch Grundbesitzer waren, unter anderen, die Herren von Ehrenberg, Schöneck und Boos von Waldeck, für die von der leibeigenen Gemeinde der Zehnt aus Vieh- und Holzwirtschaft erwirtschaftet wurde.
Nach der Besetzung des Linken Rheinufers durch französische Truppen (1794) wurde Mermuth 1798 französische Commune im Kanton Treis, der bis 1814 im Département de Rhin-et-Moselle zum französischen Kaiserreich gehörte. Aufgrund der auf dem Wiener Kongress getroffenen Vereinbarungen kam die Region und damit Mermuth 1815 zum Königreich Preußen und wurde der Bürgermeisterei Obergondershausen (ab 1927 Amt Obergondershausen) im 1816 neu errichten Kreis Sankt Goar (Regierungsbezirk Koblenz) zugeordnet. Von 1822 bis zum Ende des Zweiten Weltkriegs war die Region Teil der Rheinprovinz. Von 1945 bis 1949 bzw. 1955 war es eine Gemeinde in der  französischen Besatzungszone. Im Jahr 1951 wurde Mermuth dem Amt Brodenbach zugeordnet, seit 1970 gehört die Ortsgemeinde der Verbandsgemeinde Emmelshausen an.
Hervorzuheben ist noch der Mermuther Feiertag im Mai. Er wird seit vielen Generationen von der Bevölkerung zu Ehren der Jungfrau Maria gehalten. Den Erzählungen zufolge wurde nach mehreren kurz aufeinander folgenden Feuersbrünsten ein Gelübde zur Einhaltung dieses Tages abgelegt, um den Schutz der Mutter Gottes zu erlangen. Die „Marienkapelle“ wurde 1738 an der Stelle einer Vorgängerkapelle errichtet. Mermuth war 1557 mit dem Religionswechsel des pfalzgräflichen Hauses eine lutherische Gemeinde geworden. Anfang des 18. Jahrhunderts gehörte sie wieder zur katholischen Kirche.

## Politik

### Gemeinderat
Der Gemeinderat in Mermuth besteht aus sechs Ratsmitgliedern, die bei der Kommunalwahl am 9. Juni 2024 in einer Mehrheitswahl gewählt wurden, und dem ehrenamtlichen Ortsbürgermeister als Vorsitzendem.

### Bürgermeister
Dieter Piechaczek wurde am 13. August 2024 Ortsbürgermeister von Mermuth. Da für die Direktwahl am 9. Juni 2024 kein Wahlvorschlag eingereicht wurde, oblag die Neuwahl gemäß rheinland-pfälzischer Gemeindeordnung dem Rat, der sich auf seiner konstituierenden Sitzung für Dieter Piechaczek entschied.
Piechaczek Vorgänger als Ortsbürgermeister war Christian Busch.

### Wappen
| Wappen von Mermuth | Blasonierung: „Schild durch eingeschweifte grüne Spitze, darin eine goldene Kapelle, gespalten, vorne in silber ein rotes Balkenkreuz, hinten in Silber drei rote Schnallen schrägrechts aneinandergereiht.“                                               |
| Wappen von Mermuth | Wappenbegründung: Das Balkenkreuzwappen steht für die Zugehörigkeit zum Bistum Trier, das Schnallenwappen für die Herren Boos von Waldeck – in der Ursprungsversion silberne Schnallen in rotem Feld – und das Kirchenbild für die örtliche Marienkapelle. |

## Tourismus
Mermuth zeichnet sich durch seine ruhige Lage aus, die unter anderem darauf zurückzuführen ist, dass der Ort nur über eine einzige Ausfallstraße zu erreichen ist. Die Gemarkung wird eingefasst durch die Täler der beiden Bäche Ehrbach und Baybach. Beide Täler sind von Mermuth aus über Wanderwege zu erreichen. Insbesondere die beiden Einstiege in die Ehrbachklamm sind reizvoll zu erwandern. In einem Waldgebiet nördlich der Gemeinde befindet sich die von Kurfürst Balduin von Trier um 1330 erbaute TrutzburgBurgruine Rauschenburg.
Ein privat geführtes Museum für Intarsien informiert über die dekorative Kunst der Einlegearbeiten aus Holz.